# Stanisław Głębocki
Stanisław Głębocki (ur. 20 czerwca 1952 w Osmolicach) – polski polityk, prywatny przedsiębiorca, poseł na Sejm IV kadencji.

## Życiorys
Uzyskał średnie wykształcenie, w 1972 ukończył Technikum Mechanizacji Rolnictwa w Lubyczy Królewskiej. Od 1986 prowadzi produkującą wędliny firmę ZPWU STEK w Lublinie. Jest członkiem Krajowego Stowarzyszenia Producentów, Przetwórców i Sprzedawców „Polskie Zdrowe Wędliny”.
W 2001 wstąpił do Samoobrony RP i objął funkcję wiceprzewodniczącego jej władz wojewódzkich. W wyborach do Sejmu w 2001 został z listy tej partii wybrany na posła w okręgu lubelskim (otrzymał 5153 głosy). Zasiadał w Komisji Łączności z Polakami za Granicą oraz Komisji Regulaminowej i Spraw Poselskich.
Po opuszczeniu w 2003 klubu parlamentarnego Samoobrony RP zasiadał m.in. w klubie Partii Ludowo-Demokratycznej oraz w kole Ruchu Patriotycznego, z list tej partii w wyborach parlamentarnych w 2005 bez powodzenia ubiegał się o reelekcję (dostał 269 głosów). W 2006 przystąpił do Samoobrony RS (rozwiązanej w 2007). Później przystąpił do Polskiej Lewicy, zasiadł w zarządzie okręgu lubelskiego tej partii.
Był prawomocnie skazany za użycie gróźb karalnych. W 2003 został skazany przez Sąd Rejonowy w Lublinie na karę 6 miesięcy pozbawienia wolności z warunkowym zawieszeniem jej wykonania za niealimentację. W 2004 wyrok ten został utrzymany w mocy przez Sąd Okręgowy (skazanie uległo zatarciu). W 2009 Sąd Rejonowy w Lublinie wymierzył mu karę grzywny za sfałszowanie dokumentu.